# Denman
Denman är en ort i Australien. Den ligger i kommunen Muswellbrook och delstaten New South Wales, i den sydöstra delen av landet, omkring 170 kilometer norr om delstatshuvudstaden Sydney. Antalet invånare är 1 952.
Runt Denman är det mycket glesbefolkat, med 5 invånare per kvadratkilometer.. Det finns inga andra samhällen i närheten. 
I omgivningarna runt Denman växer huvudsakligen savannskog. Genomsnittlig årsnederbörd är 939 millimeter. Den regnigaste månaden är februari, med i genomsnitt 184 mm nederbörd, och den torraste är oktober, med 22 mm nederbörd.